# Bilched
Bilched is een Australische komische dramafilm uit 2019 geregisseerd door Jeremy Cumpston. De film ging op 23 mei 2019 in première.

## Verhaal
De film volgt de jongen Hal en zijn vriendengroep in hun laatste dagen van de middelbare school en richt zich op hun worsteling met de overgang van de middelbare school naar het volwassen leven. Hal komt er achter dat hij zijn angsten onder ogen moet zien te komen en zijn hart moet volgen om zijn leven op de rails te krijgen.

## Rolverdeling
| acteur                    | personage    |
| ------------------------- | ------------ |
| Hal Cumpston              | Hal          |
| Frederick Du Rietz        | Matt         |
| Mitzi Ruhlmann            | Lucy         |
| Ewan Wall                 | Alfie        |
| Otis Pavlovic             | Joe          |
| River Cumpston            | River        |
| Holly White               | Ella         |
| Nicholas Bakopoulos-Cooke | Jackson      |
| Luca Winch                | Brooky       |
| Tyler Holding             | James        |
| Joseph Cumpston           | Toby         |
| Darcy McGrath             | Dono         |
| Jeremy Cumpston           | dokter David |
| Matatia Foa'i             | T.J.         |
| Paloma Bolton-Brito       | Tilly        |
| Will Johnston             | Chris        |
| Gabriel Ralph             | Tom          |

## Achtergrond
De film werd geregisseerd door Jeremy Cumpston, het scenario van de film werd in tien dagen tijd geschreven door zijn zoon Hal Cumpston. Hal Cumpston was daarnaast betrokken bij het project als een van de producenten en vertolkte tevens de hoofdrol. Andere hoofdrollen in de film waren weggelegd voor onder anderen Frederick Du Rietz, Mitzi Ruhlmann, Ewan Wall en Otis Pavlovic. Tevens vertolkte Jeremy Cumpston zijn andere zoon, Joseph Cumpston, een rol in de film. De opnames van de film vonden plaats in Australië, onder andere bij Bondi en Tamarama, en werden na 21 dagen afgerond.

## Release en ontvangst
Bilched ging op 23 mei 2019 beperkt in première in Sydney, Australië. De film werd vervolgens pas op 21 november 2019 in de rest van Australië uitgebracht. Tevens was de film in oktober 2019 te zien tijdens het Chelsea Film Festival; hier werd de film bekroond met meerdere prijzen, waaronder in de categorieën Beste film, Beste scenario en Beste bijrol door acteur Fred Du Rietz.